# Parafia św. Rafała Kalinowskiego w Sosnowcu
Parafia Świętego Rafała Kalinowskiego w Sosnowcu – rzymskokatolicka parafia położona w dekanacie sosnowieckim – Wniebowzięcia NMP, diecezji sosnowieckiej, metropolii częstochowskiej w Polsce, erygowana w 1985 roku. Posługę duszpasterską i administrowanie parafii sprawują Salezjanie.

## Zasięg parafii
Ulice: Ciasna, Matki Teresy Kierocińskiej, Kordonowa, Płocka, Prosta, Przejazd, Marszałka Józefa Piłsudskiego nr 24–62 i 94, Regulacyjna, Sąsiedzka, Składowa, Jana Sobieskiego, Stara, Wysoka nr 1a, 8a, 9a, 12a, 12b oraz domy prywatne 1–10.